# Peter Rijsewijk
Peter Rijsewijk (Amersfoort, 27 dicembre 1945 – Amersfoort, 3 giugno 2011) è stato un cestista olandese.

## Carriera
Con i Paesi Bassi ha disputato i Campionati europei del 1967.